# Sommarpipört
Sommarpipört (Centranthus macrosiphon) är en kaprifolväxtart som beskrevs av Pierre Edmond Boissier. Enligt Catalogue of Life ingår Sommarpipört i släktet pipörter och familjen kaprifolväxter, men enligt Dyntaxa är tillhörigheten istället släktet pipörter och familjen kaprifolväxter. Arten förekommer tillfälligt i Sverige, men reproducerar sig inte. Inga underarter finns listade i Catalogue of Life.

## Bildgalleri

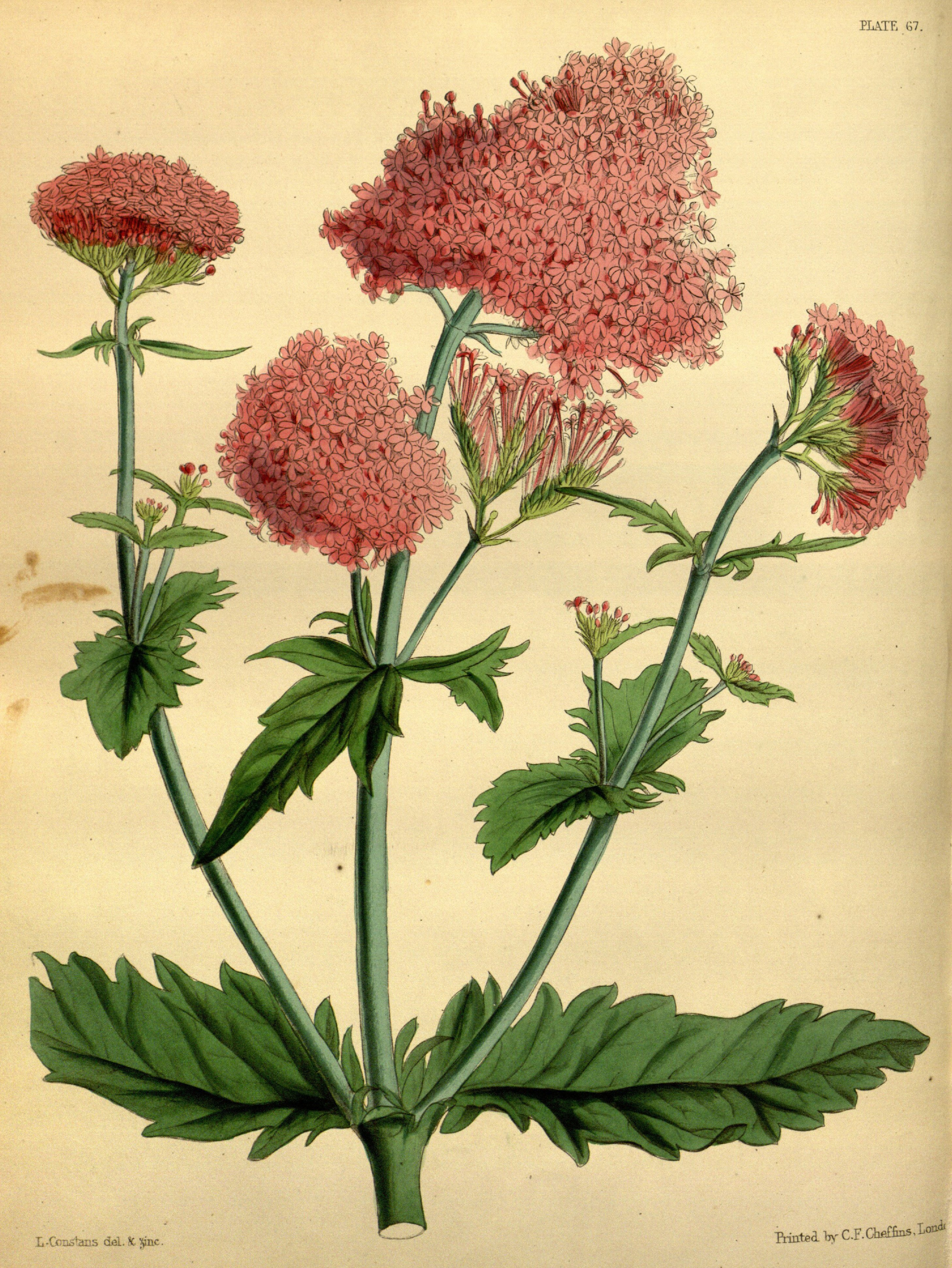